# Улан хальмг (1920)
Улан хальмг (калм. Красный калмык) — первая массовая общественно-политическая советская газета на калмыцком языке. Выходила с 1920 по 1926 год.

## История
Первый номер «Улан хальмг» вышел 3 декабря 1920 года. До февраля 1921 года газета «Улан хальмг» была официальным органом ЦИКа Калмыцкой автономной области. С 13 февраля 1921 года она стала органом обкома РКП(б), ЦИКа Калмыцкой автономной области . Позднее газета также стала органом областного Совета профессиональных союзов. Газета печаталась в Астрахани на русском и калмыцком языках. Калмыцкие статьи выходили на тодо-бичиг.
Постоянными колонками газеты были разделы «Партийная жизнь», «По Калмобласти», «Народное образование», «Кооперация», «За границей».
В 1926 году обком РКП(б) принял решение прекратить издание газеты «Улан хальмг» в связи с выпуском новой газеты под названием «Красная степь».